# La Cauneta
La Cauneta (en francès La Caunette) és un municipi occità del Llenguadoc, situat al departament de l'Erau i a la regió d'Occitània.